# Ridolini cerca la fidanzata
Ridolini cerca la fidanzata o Ridolini in cerca della fidanzata (The Suitor) è un cortometraggio muto del 1920 diretto, scritto e interpretato da Larry Semon.

## Trama
In una grande e ricca villa si sta celebrando il fidanzamento di una ragazza con un certo Ridolini che nessuno ha mai conosciuto. Il fortunato è una sottospecie di buffo clown, visto il viso bianco e con un nasone ricurvo, la bombetta, e i pantaloni ascellari che gli lasciano scoperte le gambe e le calze. Quando Ridolini giunge in casa iniziano subito gli equivoci perché egli dando i fiori alla fortunata fa scappare una lucertola che s'infila nel  vestito della padrona di casa. Il marito infuriato caccia via Ridolini che non sa come rientrare in casa. Dentro la magione, senza che i presenti se ne accorgano, sta avvenendo un vero e proprio complotto ai danni dei padroni da parte del maggiordomo e dei suoi cuochi scagnozzi che stanno preparando un pranzo a base di petardi e bombe a mano. Fortunatamente Ridolini, avendo già eluso un poliziotto che cercava di arrestarlo, riesce a entrare in casa e a mettere K.O. tutti i cuochi, meno il maggiordomo che fugge su un'auto assieme al complice e alla fidanzata del clown rapita. Ridolini a bordo di una moto segue la vettura per molte miglia fino all'aeroporto dove i malviventi prendono il volo. Grazie ad una scaletta non raccolta a bordo, Ridolini riesce ad arrampicarsi fino al velivolo dove picchia il conducente e porta via con sé a bordo di un paracadute la fidanzata. L'aereo precipita e Ridolini si appresta a dare il colpo di grazia al pilota con una grossa elica.